# جينجر وليامز
جينجر وليامز (بالإنجليزية: Ginger Williams)‏ هي موسيقية بريطانية، ولدت في 1956 في جامايكا.